# 帕爾瓦亞內山
15°29′09″S 71°51′44″W / 15.48583°S 71.86222°W
帕爾瓦亞內山（Parhuayane），是秘魯的山峰，位於該國南部阿雷基帕大區，由卡伊尤馬省的馬德里加爾區負責管轄，屬於奇拉山脈的一部分，海拔高度5,100米。